# Savi Gabizon
Savi Gabizon (en hebreo: שבי גביזון‎; nacido el 23 de julio de 1960) es un cineasta, guionista y productor israelí.

## Vida y carrera
Gabizon creció en Kiryat Yam, cerca de Haifa. En 1974 se matriculó en la academia militar de Haifa. Después del servicio militar se matriculó en la Universidad de Tel Aviv, donde se graduó en 1987 con una licenciatura en cine y televisión. Desde 1993 enseña allí dirección cinematográfica y guion. También enseña en la Escuela de Cine y Televisión Sam Spiegel y en la Escuela de Arte Camera Oscura, ambas en Tel Aviv. Es reservista en la unidad de cine del ejército israelí,  y director del departamento de teatro de la cadena de televisión Reshet.

## Películas
En 1986 Gabizon realizó un cortometraje, They Call Me Itzik. Su primer largometraje, Shuroo, una comedia social satírica que él mismo escribió y dirigió, se estrenó en 1991. Fue un éxito de taquilla y ganó varios premios, incluidos siete premios Ophir de la Academia Israelí de Cine y Televisión, el premio al mejor actor en el Festival Internacional de Cine de Haifa y el Premio Wolgin en el Festival de Cine de Jerusalén.
Su segunda película, Choleh Ahava B'Shikun Gimmel, otra comedia social satírica que escribió y dirigió, se estrenó en 1995. También fue un éxito popular y ganó numerosos premios, incluidos ocho premios Ophir de la Academia Israelí y el premio Wolgin y el premio Lipper en el Festival de Jerusalén en 1995. También obtuvo el premio del público y una mención especial en el Festival Internacional de Cine de Mannheim-Heidelberg, el premio del jurado en el Festival Internacional de Cine de São Paulo y el premio de la crítica en Haifa en 1996.[cita requerida]
La tercera película de Gabizon, Ha Asonot Shel Nina, se estrenó en el 2003. Ganó once premios Ophir y fue el primer largometraje narrativo israelí que se proyectó en el Festival de Cine de Sundance en Utah, Estados Unidos.  Posteriormente se estrenó en los Estados Unidos.[cita requerida]
En 2017 dirigió Ga'agua, y posteriormente, en el 2024, el remake en inglés de esta misma, con el título Longing.